# ジョン・フレデリック・ケンセット
ジョン・フレデリック・ケンセット（John Frederick Kensett、1816年3月22日 - 1872年12月14日）はアメリカ合衆国の画家、版画家である。ニューイングランドやニューヨーク州の風景画を描き、「ハドソン・リバー派」の画家の一人である。

## 略歴
コネチカット州、ニューヘイブン郡のチェシャー (Cheshire)で生まれた。イギリスからの
移民の父親や叔父から木版の技術を学び1838年頃まで、ニューヘイブンで木版の仕事をした後、ニューヨークへ出て紙幣印刷の技術者として働いた。
1838年にニューヨークのナショナル・アカデミー・オブ・デザインの展覧会に風景画を出展した。1840年に画家仲間のジョン・ウィリアム・カシリア、アッシャー・ブラウン・デュランド、トーマス・ロシターとヨーロッパに留学し、7年間、ロンドン、パリ、ドイツ、アイス、イタリアを旅した。1847年にニューヨークに戻り、1848年にナショナル・アカデミー・オブ・デザインの準会員、翌年正会員に選ばれた。ニューヨークにスタジオを持ち、アメリカ各地で風景画を描いた。いわゆる「ハドソン・リバー派の第2世代」とされるサンフォード・ロビンソン・ギフォード(1823–1880)、フィッツ・ヘンリー・レーン(1804-1865) ジャスパー・フランシス・クロプシー(1823-1900)、マーティン・ジョンソン・ヒード(1819-1904)らと交流した。ケンセットの作品はニューヨークの美術愛好家の団体（American Art-Union）に買い上げられ、ジェームズ・スマイリー(James Smillie)によって版画にされて会員に頒布されたことなどによって画家として経済的に成功した。
、

## 作品

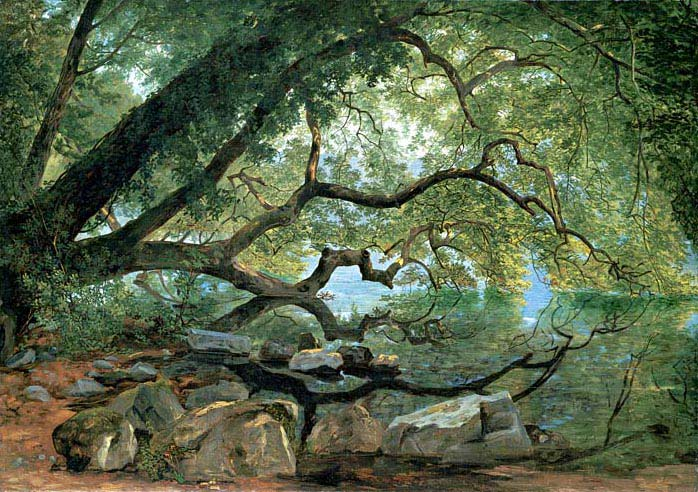
An Ilex Tree on Lake Albano, Italy, (1846)
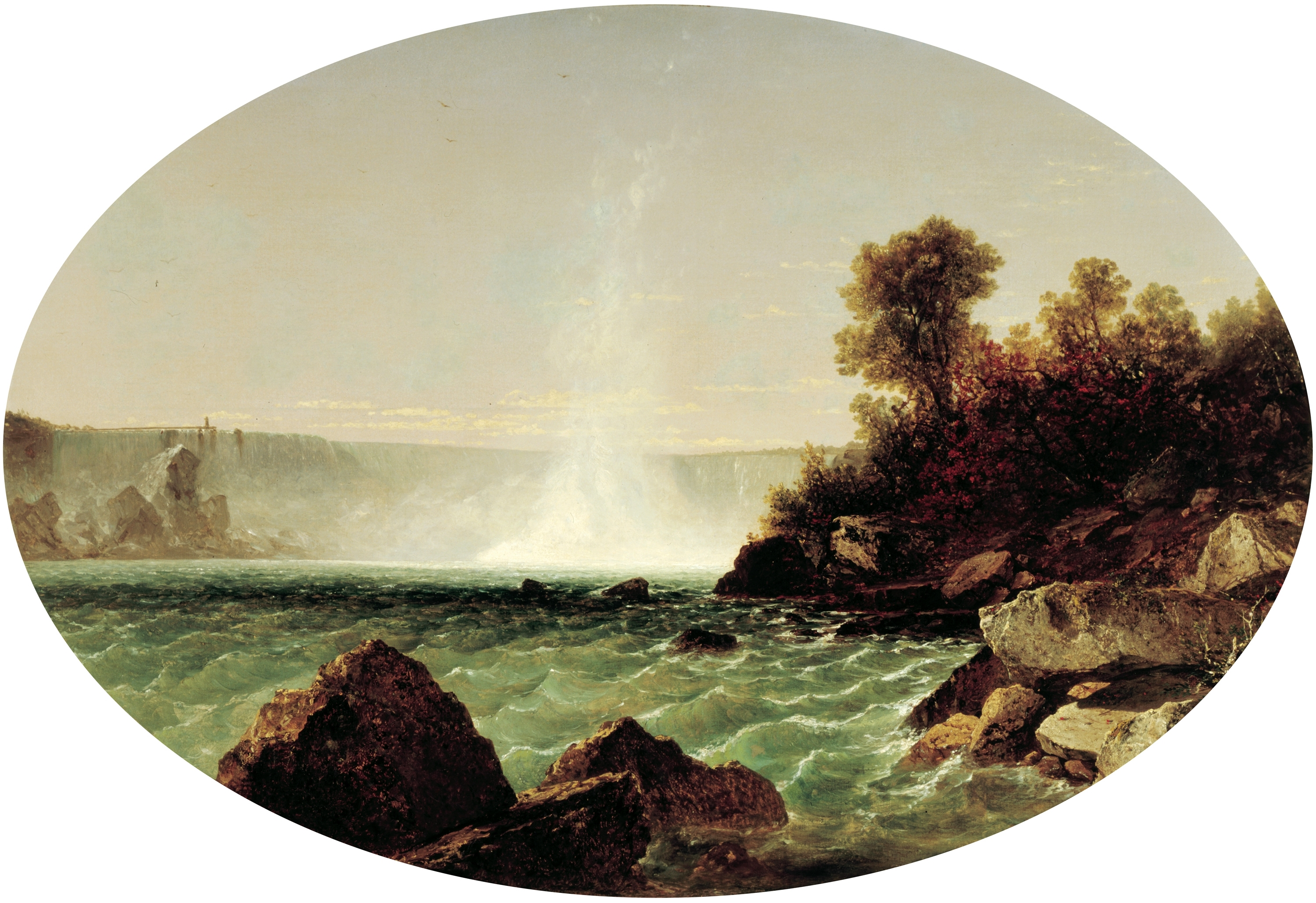
ナイアガラの滝 (1853)
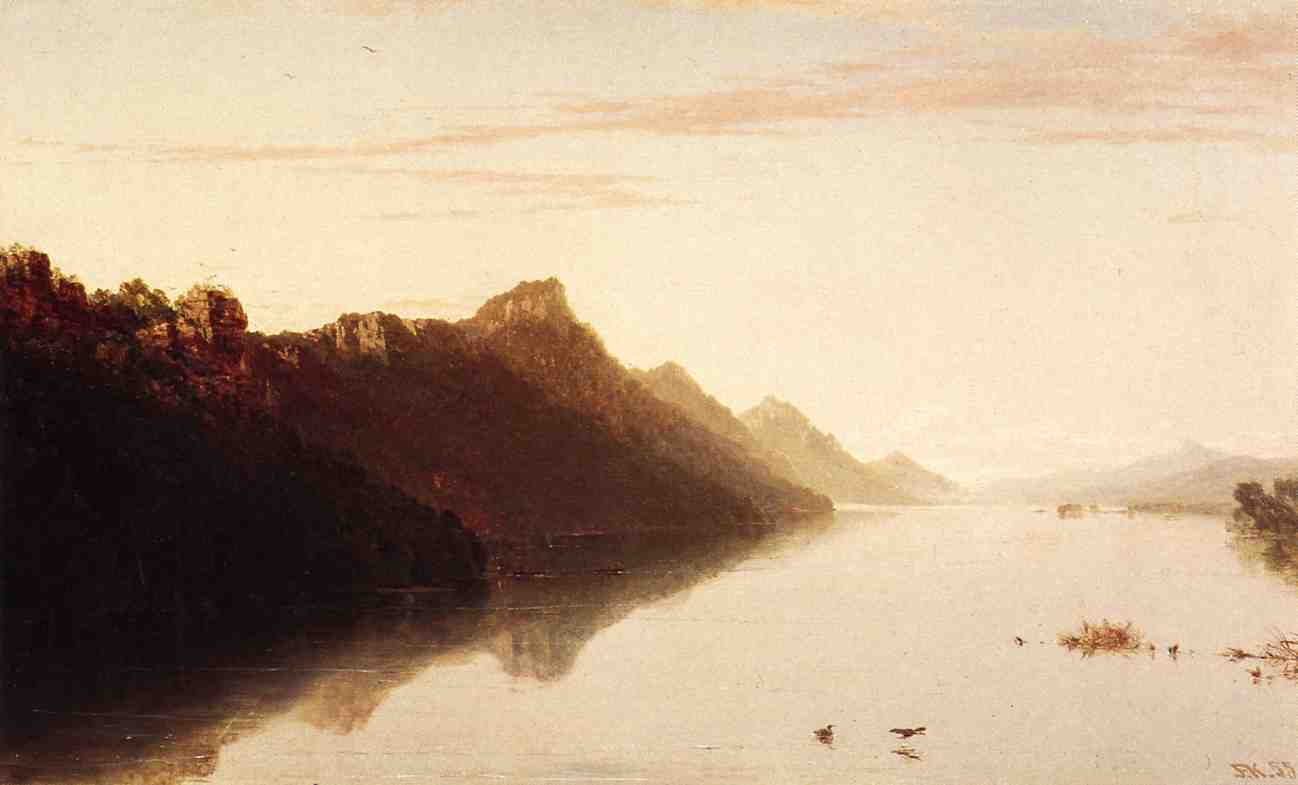
Upper Mississippi (1855)
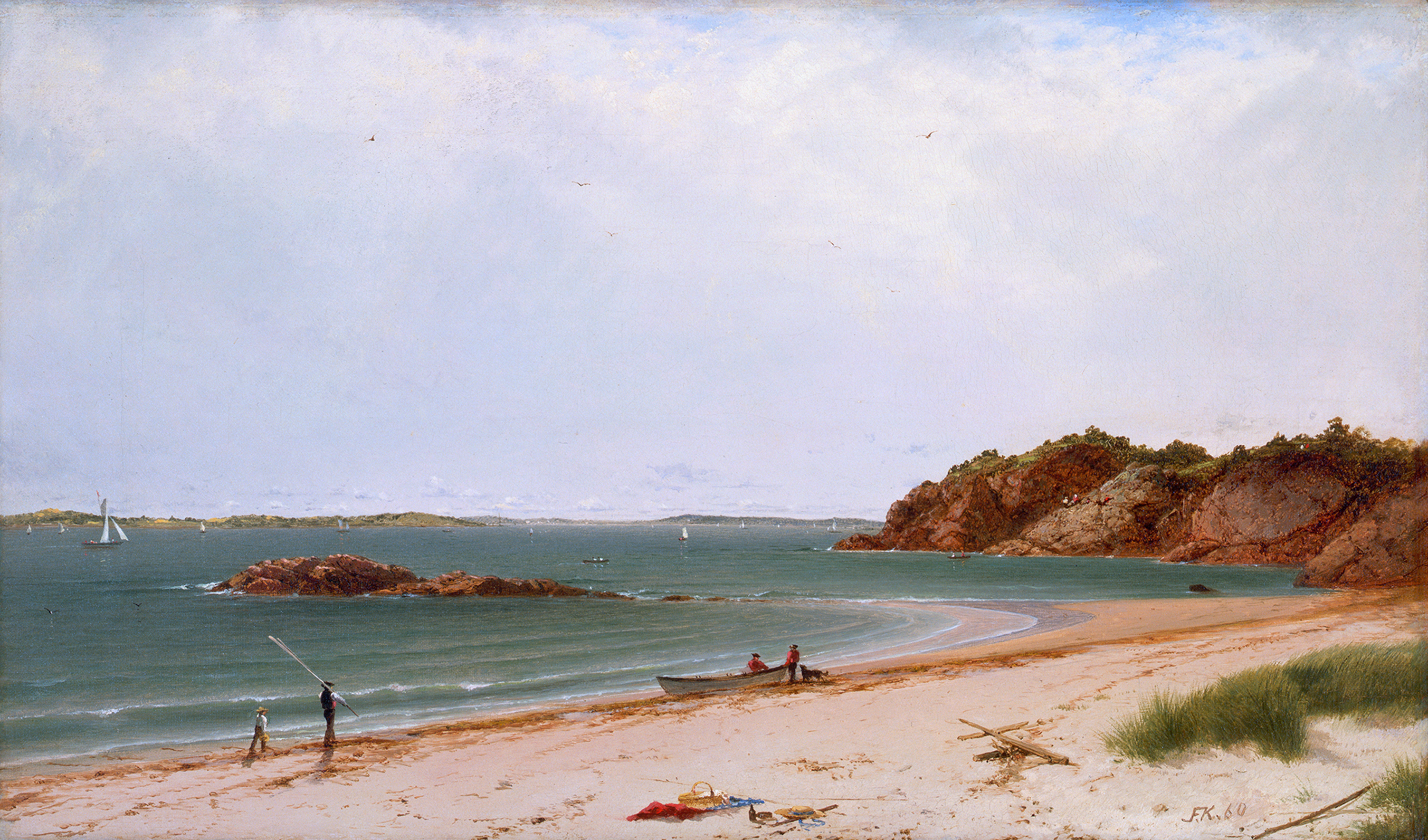
View of the Beach at Beverly, Massachusetts (1860)
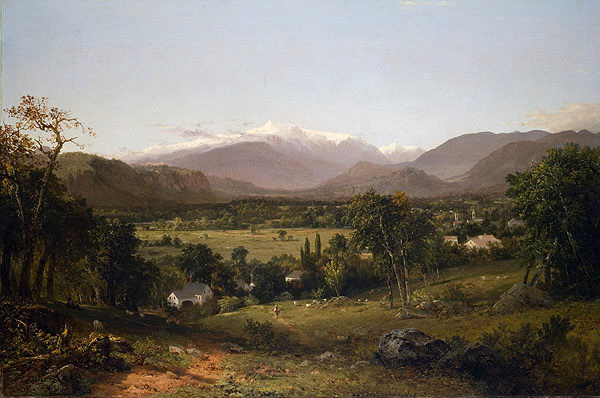
ワシントン山 (1869)
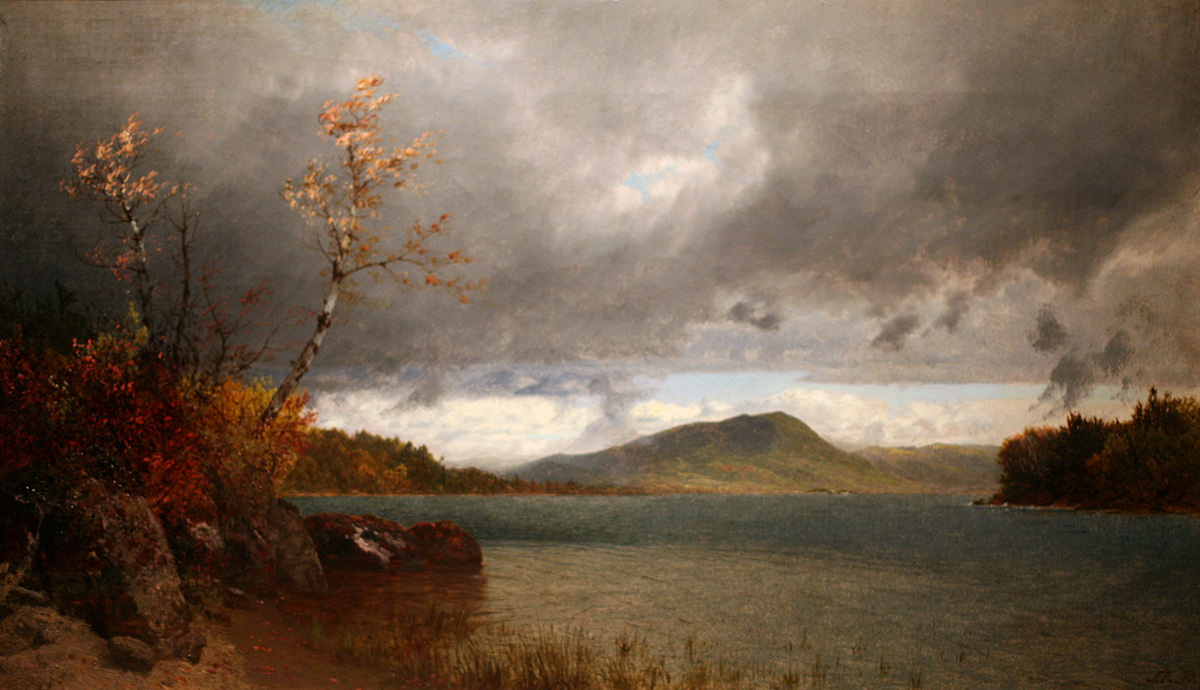
ジョージ湖 (1870)